# 사이드 벨콜라
사이드 벨콜라(아랍어: سعيد بلقولة, Said Belqola, 1956년 8월 30일 ~ 2002년 6월 15일)는 모로코의 축구 심판이다.
1993년에 국제 심판으로 등록되었으며 1996년 아프리카 네이션스컵, 1998년 아프리카 네이션스컵에서 심판으로 참가했다. 프랑스와 브라질의 1998년 FIFA 월드컵 결승전에서 주심을 맡았으며 FIFA 월드컵 결승전에서 주심을 맡은 최초의 아프리카 출신 축구 심판이다. 2002년 FIFA 월드컵이 한창 진행 중이던 2002년 6월 15일에 암으로 세상을 떠났다. 1996년과 1998년에 아프리카 네이션스컵에 심판으로 참가하기도 했다.